# ألفريدو روسي
ألفريدو روسي (بالإيطالية: Alfredo Rossi Vezzani)‏ هو عازف بيانو إيطالي، ولد في 15 أغسطس 1906 في ميلانو في إيطاليا، وتوفي في 5 سبتمبر 1986 في أدروغي في الأرجنتين.